# SN 2003fd
SN 2003fd – supernowa typu Ia odkryta 9 czerwca 2003 roku w galaktyce UGC 8670. W momencie odkrycia miała maksymalną jasność 17,80m.